# ژاک-آلن میلر
ژَک آلِن میلر، (به فرانسوی: Jacques-Alain Miller) متولد ۱۴ فوریه ۱۹۴۴، روانکاو و نویسنده است. او یکی از اعضای بنیانگذار اکول آرمان فرویدی École de la Cause freudienne (مدرسه آرمان فرویدی) و همچنین انجمن جهانی روانکاوی است که از سال ۱۹۹۲ تا ۲۰۰۲ ریاست آن را نیز برعهده داشته است. او تنها ویراستار کتابهای سمینارهای ژک لکان است.

## زندگی و حرفه

### دهه ۱۹۶۰
حرفه میلر با مصاحبه با ژان پل سارتر در سال ۱۹۶۰ زمانی که او ۱۶ ساله بود، آغاز شد. او در آن زمان در برنامه khâgne در مدرسه لوئیس لو گراند پاریس بود و لاتین را در کلاسهای خصوصی ژان لوئیس لاگه که به او «اشتیاق برای Normalien بودن» را داد، فرا می‌گرفت.
در سال ۱۹۶۲، او به مدرسه عالی نرمال (ENS) وارد شد جایی که با لوئی آلتوسر درس می‌خواند. در آنجا او با دانشجویانی دوست و همراه بود که تأثیر ماندگاری بر زندگی روشنفکری فرانسه گذاشتند: اتین بالیبار، پیر ماچری، فرانسوا رینولت، رابرت لینارت و ژان-کلود میلنر. در ENS او در سمینارهای رولان بارت، «اولین نویسنده‌ای که با او دوستی نزدیکی داشتم» شرکت کرد. او در همین زمان، دریدای جوان را ملاقات کرد که در سوربن درس می‌داد.
در سال ۱۹۶۳، آلتوسر وظیفه خواندن «همه لکان» را به میلر سپرد و میلر این کار را به نحو تحسین آمیزی انجام داد. سال بعد، لکان به عنوان مدرس مدرسه عملی پژوهش‌های عالی تعیین شد و سمینارش را به ENS منتقل کرد. مواجهه میلر با لکان تعیین‌کننده بود: او در این سمینار ابتدا با سؤال و پس از آن با متنهای کامل طی سال‌های بعد مشارکت کرد. در تعطیلات تابستان ۱۹۶۴ لکان میلر را به خانه ویلایی خود La Prévôté در Guitrancourt [منطقه‌ای در شمال مرکزی فرانسه] دعوت کرد، جایی که میلر نسخه‌های سمینارهای اولیه لکان را خواند. در طی اقامت بعدی در Guitrancourt، میلر رابطه‌ای را با جودیت میلر، دختر لکان، شروع کرد، کسی که در سال ۱۹۶۶ با وی ازدواج نمود. راهنمای مفاهیم و تفسیر گرافها در نوشتارهای Écrits 1966 لکان توسط میلر تنظیم شدند و در همان سال، او دفتری برای تجزیه و تحلیل Cahiers pour l'Analyse نشریه‌ای اساسی را که هیئت تحریریه اش، آلن گروسریچارد، رینولت، میلنر و بعدها، آلن بادیو بودند، تأسیس کرد.
نوشته‌های میلر از این دوره اولیه در مجموعه Gallimard، تحت عنوان Un début dans la vie [یک شروع در زندگی] (۲۰۰۲) منتشر شده است؛ شامل مصاحبه او با سارتر و متن برجسته ارائه شده در سمینار لکان (۲۴ فوریه ۱۹۶۵) «بخیه: عناصر منطق دال».

### دهه ۱۹۷۰
بعد از یک دوره درگیری فعال در جنبش‌های چپ‌گرا در ارتباط با می ۱۹۶۸، میلر توسط لکان ترغیب شد که «مسیر دیگری را که از طریق آن انقلاب خاص خود را بدست آورد: انقلاب من برای مثال» را طی کند. در این زمان، میلر در مدرسه فرویدی پاریس École Freudienne de Paris کارآمد شد، با تأسیس و انتشار نشریه Ornicar؟ که درسنامه‌های سمینارهای لکان را منتشر می‌کرد. زمانی که لکان به دانشگاه وینسنز University of Vincennes رفت – دپارتمان روانکاوی به "عرصه فرویدی " نامگذاری مجدد شده بود ـ لکان هدایت کننده و میلر رئیس آن شدند.
آموزه‌های میلر در این دوره (۱۹۷۸–۱۹۷۲) نام جهت‌گیری لکانی را به خود گرفت و انتشار متون مربوط به بنتام، پیرس و چرچ را موجب شد.
در ۱۹۷۳، میلر بنا برخاست لکان سمینار ۱۹۶۴ در باب چهار مفهوم بنیادی روانکاوی را چاپ کرد که همین منجر به تعهد تمام عمر وی برای سازماندهی مجموعه کامل سمینارهای سالانه پاریسی لکان شد. کتاب XI توسط انتشارات سوئیل در ۱۹۷۳، کتاب I و کتاب XX در پی آن در سال ۱۹۷۵ و کتاب II در سال ۱۹۷۸ منتشر شد.
میلر همچنین در سال ۱۹۷۳ در برنامه دو قسمتی تلویزیونی که بعدها «تلویزیون» نامیده شد، شرکت داشت که در آن لکان، میلر را با گفتن «آنکه مرا بازجویی می‌کند/ همچنین می‌داند مرا چگونه بخواند» تأیید نمود.

### دهه ۱۹۸۰
منحل کردن EFP توسط لکان در سال ۱۹۸۰ با خلق آرمان فرویدی La cause freudienne دنبال شد. بلافاصله بعد از آن، لکان از دنیا رفت و میلر را به عنوان تنها ویراستار سمینارهایش باقی گذاشت.
میلر سمینارهای هفتگی او را در سال ۱۹۸۰ خلاصه کرد و این آغاز مجموعه‌هایی بود که تحت عنوان جهت‌گیری لکانی II منتشر شدند. از آنجا که میلر خود را وقف شرح و توضیح لکان کرده بود، در کلاس‌های او تعداد زیادی از شخصیت‌های برجسته در تئوری روانکاوی چون اریک لوران و اسلاوی ژیژک شرکت می‌کردند. دوره جهت‌گیری لکانی با شعار «بازگشت به کلینیک» برگزار شد و موضوعات اولیه «از سمپتوم تا فانتاسم» (۳–۱۹۸۲) «کلینیک افتراقی سایکوزها» (سمینار DEA 8-1987) و «ویژگی‌های انحراف جنسی» (۹–۱۹۸۸) را در بر می‌گرفت.
دهه ۱۹۸۰ همچنین دوره سفرهای گسترده در اروپا و آمریکای لاتین بود تا جوامع مشتمل بر شاگردان و پیروان لکان را استحکام بخشد و این امر با ایجاد اکول اروپایی روانکاوی در سال ۱۹۹۰ (هم‌اکنون فدراسیون اروپایی اکول‌های انجمن جهانی روانکاوی WAP) و اکول جهت‌گیری لکانی در آرژانتین Argentine Escuela de la Orientación Lacaniana در سال ۱۹۹۲ به اوج خود رسید.
میلر در طی این دهه، کتاب III و کتاب VII سمینارهای لکان را منتشر نمود. سمینارهای دهه ۱۹۸۰ میلر در بوینوس آیرس در جلد اول Conferencias Porteñas گردآوری شده است. (پادوآ، ۲۰۱۰)

### دهه ۱۹۹۰
در ابتدای دهه نود کارهای میلر به انگلیسی ترجمه شد و در آمریکا از طریق خبرنامه عرصه فرویدی Newsletter of the Freudian Field و ژورنال فرهنگی نیویورکی Lacanian Ink (جوهر لکانی) که ناشر آن جوزفینا آیِرزا است، منتشر شد.
در سال ۱۹۹۲ میلر انجمن جهانی روانکاوی را پایه‌گذاری کرد که اکول آرمان فرویدی، اکول اروپایی روانکاوی و اکول جهت‌گیری لکانی Escuela de la Orientación Lacaniana را با هم یکی کرد و در زمان کوتاهی پس از آن بر خلق اکول‌هایی در برزیل، اسپانیا و ایتالیا نظارت کرد که به همان ترتیب در WAP جای گرفتند.
اواخر این دهه شاهد «گرم شدن» روابط با IPA بخاطر تلاشهای رئیس وقت آن هوراشیا اِکِگُویِن بود. از میلر دعوت شد که در کنگره IPA به سال ۱۹۹۷ در بارسلونا شرکت کند جایی که اظهارات او از ابتدا با کف زدن‌های پرشور مورد استقبال قرار گرفت.
در سال ۱۹۹۵ کلاس‌های هفتگی میلر به آمفی تئاتر پل پین لیو Paul-Painlevé در کنسرواتوار ملی هنرها و مشاغل نقل مکان کرد جایی که در آن این کلاسها تا زمان بازنشستگی او از دانشگاه پاریس ۸ در سال ۲۰۰۹ ادامه پیدا کرد. در سال ۱۹۹۹ تدریس او وارد مرحله سومش شد به عنوان جهت‌گیری لکانی III. سخنرانی‌های دوره ۱۹۹۶–۱۹۸۹ [او] در بوینوس آیرس در مجلد (دفتر)II جمع‌آوری شد تحت عنوان ConferenciasPorteñas (Paidos, 2009). دهه نود همچنین شاهد انتشار کتاب IV، کتاب V و کتاب XVII سمینارهای لکان توسط میلر بود.

### دهه [اول] ۲۰۰۰
پس از دو دهه تلاش انحصاری در زمینه آموزش روانکاوان و توسعه پیوندهای موسسه‌ای در سراسر جهان، در کنار چاپ سمینارهای لکان، سال ۲۰۰۱ شاهد بازگشت میلر به صحنه عمومی بود جایی که [او] در دهه شصت داشت. در ژوئن ۲۰۰۱ ژورنال SPP یک مقاله منتشر کرد که در آن مطالب خلاف واقع و منحرف کننده در مورد میلر و اکول فرویدی پاریس آمده بود. وقتی درخواست میلر برای انتشار یادداشت کوتاه او برای راستی آزمایی مطالب خلاف واقع توسط این ژورنال رد شد، میلر به «روشنگری افکار عمومی» در مورد این مسئله روی آورد و اولین نامه را در این باره در تاریخ ۳ سپتامبر ۲۰۰۱ منتشر کرد. پذیرش پرشور این نامه از سوی جامعه روشنفکری فرانسه مشوق پنج نامه دیگر شد که نگاهی مفصل داشت به مسایل پیرامون «تکفیر» لکان در سال ۱۹۶۳ از سوی IPA و تاریخ جنبش روانکاوی طی چهار دهه پس از آن. نامه سوم که همزمان با حملات ۱۱ سپتامبر نوشته شد، بازتابی از تروریسم و فعالیت سیاسی نیز ارائه می‌دهد.
در سال ۲۰۰۳ دولت فرانسه لایحه‌ای را گذراند که قصد داشت، برای اولین بار، در فرانسه انجام رواندرمانی را قانونمند کند. در حالیکه رای‌گیری دربارهٔ این لایحه در یک جلسه دیروقت پارلمان انجام شد که قبل آن بحث ناچیزی در مورد نگرانیهای صاحبنظران در این زمینه انجام شده بود، میلر اذهان عمومی را در نامه دیگری که به تاریخ ۱۷ نوامبر ۲۰۰۳ منتشر شد، آگاه کرد و در آن نامه به UPM (اتحاد برای جنبش عمومی) برنارد اکویر اشاره کرد. طی ماه‌های بعد میلر رهبری جنبشی را بدست گرفت که وقف آگاهی بخشیدن به عامه و صاحبنظران در زمینه موضوع مورد بحث شده بود که مشوق برنارد هانری لوی بود برای نوشتن اینکه: «گاهی تاریخ به ریسمانی می‌آویزد. کاملاً محتمل است که در این تلاش ریسمان حامل نام یک مرد باشد: ژک الن میلر». اقدام اجتماعات عمومی که تحت هدایت میلر گرد هم آمدند منجر به تجدید نظر در این لایحه شد.
چاپ سمینارهای لکان ادامه پیدا کرد، کتاب VIII (چاپ دوم)، کتاب X، کتاب XVI، و کتاب XVIII همگی در این دهه پدیدار شدند. در سال ۲۰۰۸، همزمان با برگزاری ششمین کنگره WAP، میلر یک سخنرانی در مقابل جمعیت انبوه ۱۷۰۰ نفره شنوندگان در تئاتر کولیسو ارائه داد. این سخنرانی در کنار سخنرانی‌های ۲۰۰۱–۱۹۹۶ او در آرژانتین چاپ و در جلد III ConferenciasPorteñas (همایش پورتناس) (پادوآ، ۲۰۱۰) جمع‌آوری شد. در این زمان، او به مهمان ـ شرکت کننده در رادیو فرهنگ فرانسه و مجلات خبری فرانسه از قبیل ماریان و لوپوئن تبدیل شده بود. منتخبی از مقالات عمومی او تحت عنوان Le secret des dieux (راز خدا) (۲۰۰۵) جمع‌آوری شد و در سال ۲۰۰۸ او در «صف آرایی تخصص‌های غیرممکن» در لندن شرکت کرد و در کنار ریچارد گومبرچ و مایکل پاور سخن راند. در سال ۲۰۰۹، او Hurly- Burly (آشوب) را پایه‌گذاری کرد؛ مجله لکانی بین‌المللی روانکاوی.
در نوامبر ۲۰۰۹ در پاریس ژک الن میلر در سخنرانی افتتاحیه دانشگاه مردمی ژک لکان (Universite populaire Jacques Lacan (UPJL از تلاش‌های ۱۶ ساله روانکاو ایرانی دکتر میترا کدیور برای ارتقا جایگاه روانکاوی در ایران تجلیل کرد.

### ۲۰۱۰ تا کنون
کلاس درس ۲۰۱۰–۲۰۰۹ میلر که در تئاتر دژازه برگزار شد به زندگی لکان اختصاص یافت، با بررسی پیوند بین اخلاق روانکاوی لکان و جزئیات زندگینامه‌ای که میلر قبلاً برای عموم بازگو نکرده بود. بخش‌هایی از این کلاس بعداً نوشته و تحت عنوان Vie de Lacan (زندگی لکان) (۲۰۱۱) منتشر شد.
آموزه‌های مستمر میلر در زمینه روانکاوی، درست همانند مقالات و مصاحبه‌های او دربارهٔ وقایع جاری، به‌طور منظم به انگلیسی ترجمه می‌شود.
کتاب XIX سمینارهای ژک لکان در سال ۲۰۱۱ و کتاب VI او در سال ۲۰۱۳ منتشر شدند.

## آثار منتخب
- Culture/Clinic 1: Applied Lacanian Psychoanalysis, University of Minnesota Press, Saint Paul, 2013, ISBN 0-8166-8319-0
- First Letter Addressed by Jacques-Alain Miller To an Enlightened Public, New York: The Wooster Press, 2002. ISBN 1-888301-99-6
- Clear Like Day Letter for the twenty years since the death of Jacques Lacan written by Jacques-Alain Miller To an Enlightened Public, New York: The Wooster Press, 2001. ISBN 1-888301-98-8
- The Tenderness of Terrorists and Other Letters written by Jacques-Alain Miller To an Enlightened Public, New York: The Wooster Press, 2002. ISBN 1-888301-97-X
- "Introduction to Reading Jacques Lacan's Seminar on Anxiety I ", New York: Lacanian Ink 26, Fall 2005
- "Introduction to Reading Jacques Lacan's Seminar on Anxiety II", New York: Lacanian Ink 27, Spring 2006
- "Jacques Lacan's Later Teachings",New York: Spring Lacanian Ink 21, 2003
- "The Paradigms of Jouissance" New York, Lacanian Ink 17, Fall 2000
- "Suture: Elements of the Logic of the Signifier", Lacan Dot Com, The Symptom 2006
- "Religion, Psychoanalysis", Lacanian Ink 23, Spring 2004.
- "Pure Psychoanalysis, Applied Psychoanalysis and Psychotherapy", Lacanian Ink 20, Spring 2002
- The pathology of democracy: a letter to Bernard Accoyer and to enlightened opinion (2005), Karnac Books
- Five Lessons on Language and the Real (1997) in Hurly-Burly, Issue 7, May 2012, pp. 59–118